# Voronyezs
Voronyezs (oroszul: Воронеж) város Oroszország délnyugati részén, a Voronyezsi terület központja.
Lakossága: 889 680 fő a 2010. évi népszámláláskor, és 1 014 610 fő (a 2014. évi népszámláláskor).[forrás?]

## Fekvése
Moszkvától 500 km-re, a Voronyezs folyó partján, annak doni torkolatától 7 km-re helyezkedik el.

## Története
1585-ben a Don és a Voronyezs folyó találkozásától mintegy 7 km-re erődítményt emeltek a sztyeppen portyázó csapatok ellen. I. Péter cár uralkodása idején hajóépítő üzemeket, manufaktúrákat létesítettek, itt épült meg az első orosz flotta, egy ideig a cár és udvara is itt tartózkodott. Ez megalapozta a város és környéke fejlődését. 1711-ben Voronyezs lett az Azovi (később: Voronyezsi) kormányzóság székhelye. A folyók vízhozamának csökkenése a doni hajóépítés elsorvadásához vezetett, a vízi szállítást pedig a 19. század második felében megelőzte a vasút. Az 1860-as évektől Voronyezsben vasútépítő műhelyek létesültek, fejlődésnek indult az ipar, a kereskedelem; jelentős gabona- és malomipar alakult ki. 1928-ban négy kormányzóság egyesítésével, Voronyezs központtal megalakították a Központi-feketeföldi területet.
A második világháború idején a vidéken elhúzódó harcok folytak, Voronyezs épületeinek és iparának nagy része megsemmisült. A magyar történelem egyik tragikus fejezete is ehhez a tájhoz kapcsolódik: 1942 őszén és telén a Don-kanyarnál szenvedett súlyos vérveszteséggel járó vereséget a megszállók oldalán harcoló Magyar 2. hadsereg. Ezen a vidéken halt hősi halált többek között Szabados Jenő festőművész. 1942. október 31-én lőtték le a szovjetek a Magyar Királyi Honvéd Légierő egyik Caproni Ca.135-ös bombázórepülőjét, melynek roncsait 2012 őszén találták meg egy magyar–orosz roncskutató expedíció során. A gép a találatot követően lezuhant és kigyulladt. Mágó Károly, az expedíció magyar vezetője elmondta, hogy a repülőgép négyfős legénysége Asztalos Ferenc zászlós parancsnoksága alatt vett részt a bevetésen.

## Gazdasági élet, közlekedés

### Gazdaság
- Voronyezsi Repülőgépgyár: Oroszország egyik legnagyobb repülőgépgyára. A repülőgépgyár egyik legismertebb terméke a Tu–144-es szuperszonikus utasszállítók voltak. Jelenleg néhány Il–96–300 típusú korszerű személyszállító gép készül.
- Voronyezsi Gépgyár: folyékony hajtóanyagú rakétahajtóművek sorozatgyártása a hadiipar és az űrhajózás számára, dugattyús repülőgépmotorok, valamint kőolaj- és gázipari berendezések gyártása.

### Közlekedés
A város jelentős vasúti csomópont.
Voronyezs nemzetközi repülőtere Csertovickoje  (IATA: VOZ, ICAO: UUOO) a várostól északra helyezkedik el.
A nemzetközi repülőtér mellett még két további repülőtér található a városban:  A Pridacsa repülőtér a Voronyezsi repülőgépgyár repülőtere. És a várostól délnyugatra található Malsevó légibázison nukleáris bombázók állomásoznak.

## Látnivalók

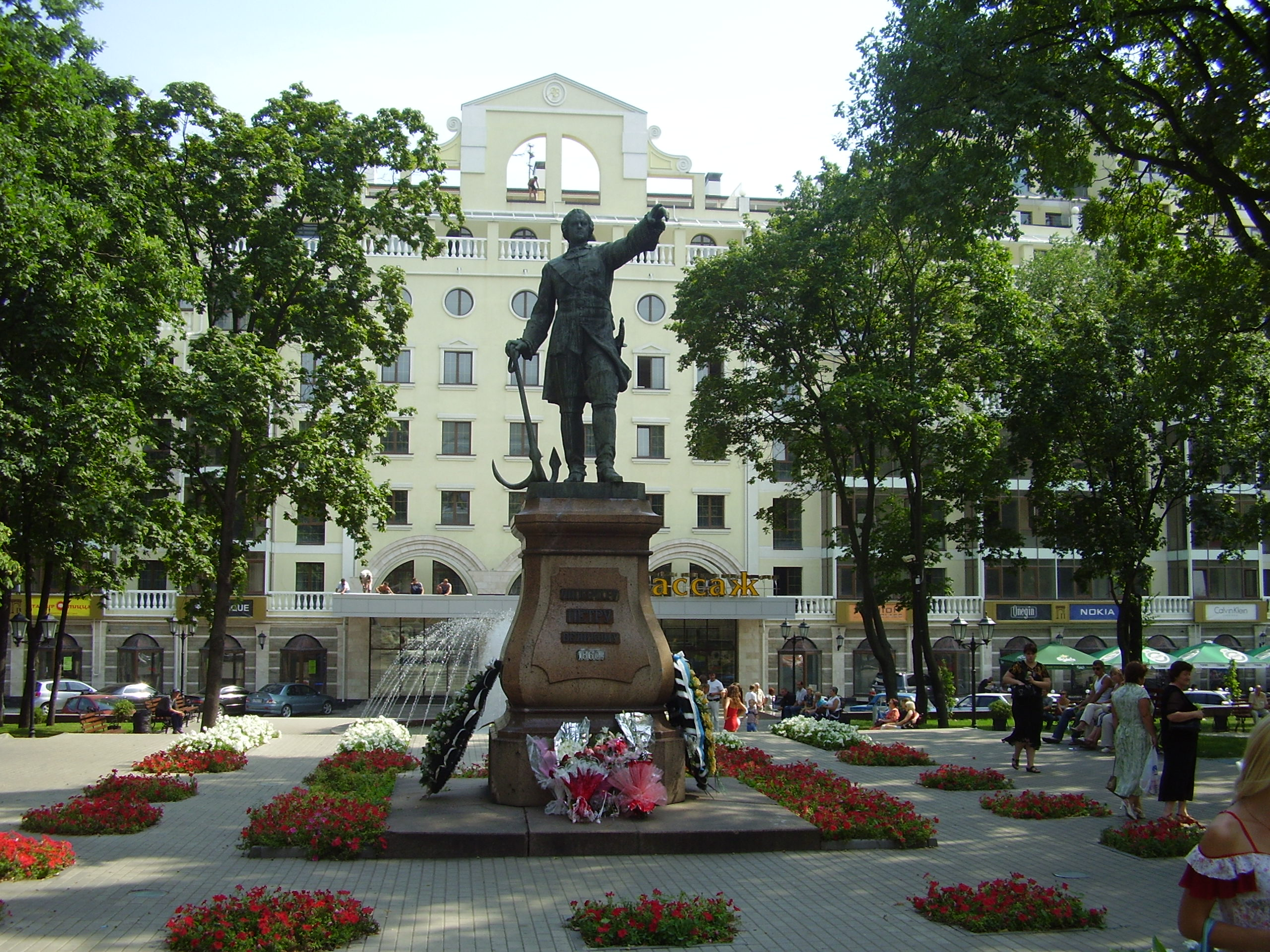
Nagy Péter cár szobra a róla elnevezett téren

## Testvértelepülések
- USA – Charlotte, Észak-Karolina
- Csehország – Brno

## Híres voronyezsiek
- Itt született Ivan Alekszejevics Bunyin orosz író
- Itt született és hunyt el Alekszej Vasziljevics Kolcov orosz költő
- Itt halt meg Mihail Szemjonovics Cvet orosz botanikus